# Poeoptera
Poeoptera é um género de passeriforme da família Sturnidae.

## Espécies
Este género contém as seguintes espécies:
- Poeoptera kenricki Shelley, 1894
- Poeoptera lugubris Bonaparte, 1854
- Poeoptera stuhlmanni (Reichenow, 1893)